# Cherrytree Records
CherryTree is een Amerikaans platenlabel waar onder andere Tokio Hotel onder contract staat. Het label richt zich op nieuwe artiesten met groeimogelijkheden. Cherrytree Records is sinds eind mei 2011 ook in Londen gevestigd.